# Villa il Cicaleto
Villa il Cicaleto è un edificio civile di Arezzo, situato in via di Sargiano n. 31.

## Storia
Situata lungo la salita che conduce al convento di Sargiano, fu costruita per Alessio Albergotti alla fine del Settecento, ristrutturando un fabbricato cinque-seicentesco su progetto generale attribuito Leonardo de Vegni, che nello stesso periodo lavorava per la stessa famiglia al palazzo delle Statue nel centro di Arezzo. Appartenne ininterrottamente agli Albergotti finché negli ultimi decenni dell'Ottocento fu divisa in due per le figlie di Vincenzo Albergotti. Anna, una delle due, vendette nel 1891 la sua parte al cavalier Carlo Vivarelli, passata poi a sua figlia Ada, maritata Ponticelli. I suoi discendenti nel secondo dopoguerra riunirono la proprietà acquistando l'altra metà passata nel frattempo in altre mani private e danneggiata nel conflitto da un bombardamento. Oggi appartiene ancora alla famiglia Ponticelli.

## Descrizione

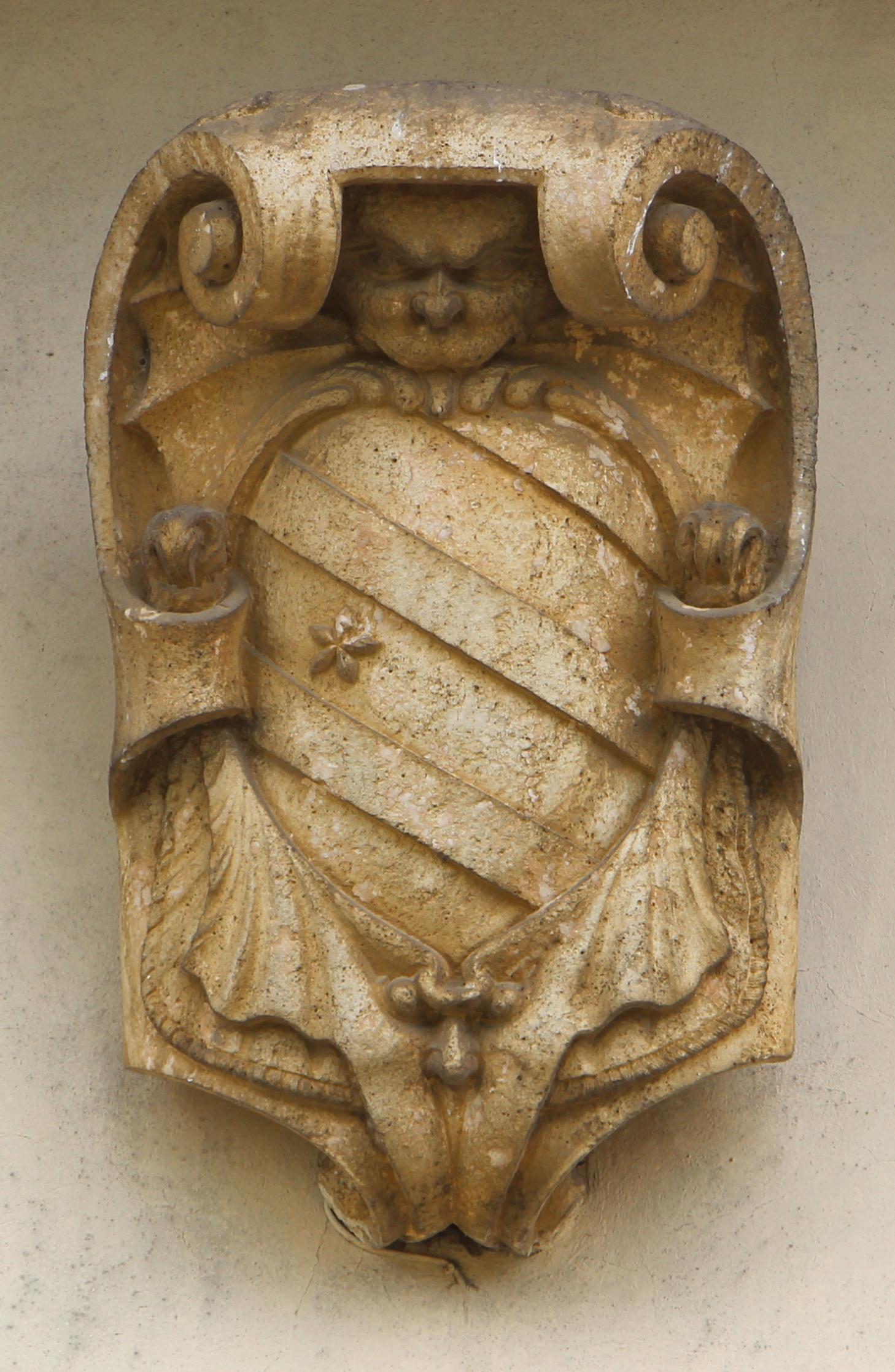
Stemma Albergotti

La villa si presenta come un massiccio corpo quadrangolare appoggiato al declivio, che si eleva per quattro piani sul lato sud (due principali e due mezzanini) e due su quello nord. L'impianto all'esterno ha la severità dell'architettura manierista toscana, addolcita solo dalle mostre delle finestre e del portale in pietra arenaria. Sul portone del lato nord, verso la strada, si trova uno stemma Albergotti (bandato di sei pezzi d'oro e di nero, la pezza centrale del secondo caricata di una stella a cinque punte del primo).
All'interno gli ambienti sono organizzati in maniera pressoché simmetrica, attorno all'androne carrozzabile al piano terra e al salone a doppia altezza al piano nobile, dotato di ballatoio ligneo per l'orchestra. Ai lati del salone si aprono quattro salotti con vivaci decorazioni settecentesche.